# Vattenkriget i Bolivia 2000

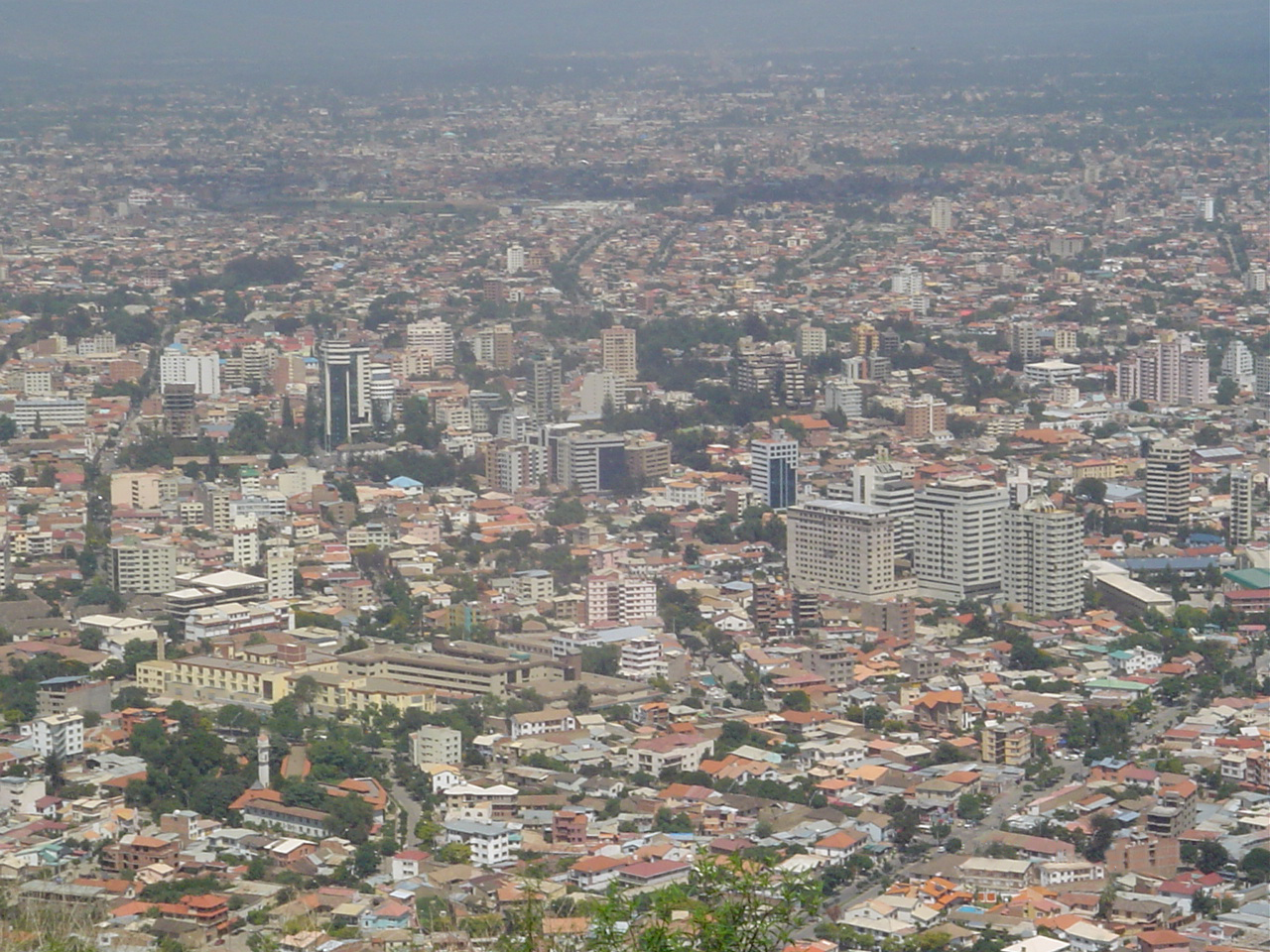
Cochabamba

Vattenkriget i Bolivia 2000 (la guerra del agua) bröt ut när Bolivias dåvarande regering under president Hugo Banzer beslutade att, genom ett avtal med ett privatägt konsortium, privatisera vattenförsörjningen i Bolivias tredje största stad Cochabamba. Efter det bröt stora protester ut där polis, militär och demonstranter i fyra månader drabbade samman i våldsamma upplopp som krävde ett stort antal skadade och flera dödsoffer.
Efter hand spred sig oroligheterna från Cochabamba till andra delar av Bolivia och efter att till en början handlat om vattendistributionen, utvidgades kraven från de protesterande till att omfatta bland annat en lösning på landets ekonomiska problem, löneökningar, ökad sysselsättning och en annullering av det USA-stödda programmet att utrota kokan.
En lösning på konflikten nåddes då Bolivias regering ingick en överenskommelse med sin motpart om att annullera avtalet och där de båda avsade sig alla ekonomiska krav på varandra till följd av avtalets upphörande.

## Ekonomisk bakgrund
Återinförandet av civilt styre i Bolivia 1982 avslutade decennier av militärdiktaturer, men ledde inte till ekonomisk stabilitet. Med en hyperinflation 1985 på 25 000 procent ville få investerare göra affärer i landet. Den bolivianska regeringen vände sig till Världsbanken som en sista utväg ur den ekonomiska krisen. Under de följande 20 åren följde de olika regeringarna Världsbankens direktiv för att kunna låna från organisationen. I överensstämmelse med dessa policyer privatiserade Bolivia järnvägar, telefonsystem, inrikesflyg samt tenngruvor i Oruro och Potosí. Allt detta köptes av multinationella företag.

## Krav från Världsbanken
Världsbanken ansåg att "fattiga regeringar ofta är präglade av inhemsk korruption och för dåligt rustade att hantera offentliga vattensystem effektivt /.../ och att privata företag öppnar för behövliga investeringar och nödvändig kunskap". I tron att ta betalt för resurserna uppmuntrar till bevarande samt förhindrar brist och miljöförstöring sade Världsbanken, med målet att komma tillrätta med ineffektiviteten och slöseriet, att inga subventioner skulle ges för att kompensera för vattenprisökningarna i Cochabamba. Enligt Världsbanken var Cochabamba en stad som ropade efter privatisering av vattendistributionen.

## Aguas de Tunari-konsortiet
Före privatiseringen kontrollerades vattendistributionen i Cochabamba av den statliga myndigheten SEMAPA. Den bolivianska regeringen beslutade att sälja SEMAPA till högstbjudande, men det fanns bara en intressent. Detta var Aguas de Tunari, ett konsortium som leddes av International Water Limited (England), allmännyttiga Edison (Italien), Bechtel Enterprise Holdings (USA), Abengoa (Spanien) samt de två bolivianska företagen ICE Ingenieros och cementtillverkaren SOBOCE. Vattennätet de planerade projekterades så att samtliga invånare i Cochabamba skulle få tillgång till dricksvatten. Detta skulle fördubbla den dåvarande täckningen och även ge elektricitet till fler i regionen.
Den bolivianska regeringen gick med på Aguas de Tunaris villkor och skrev på ett kontrakt värt 2,5 miljarder dollar som under 40 år skulle ge vatten och avlopp till Cochabambas invånare, liksom elektricitet och konstbevattning till jordbruket". Enligt kontraktets villkor garanterades konsortiet minst 15 procent i årlig avkastning på sina investeringar, vilket årligen skulle justeras enligt konsumentprisindex i USA.

## Lag 2029
För att säkerställa lagligheten i privatiseringen röstade regeringen igenom lag 2029, som erkände kontraktet med Aguas de Tunari. För många tycktes lagen ge Aguas de Tunari monopol över samtliga vattentillgångar och många fruktade att detta inkluderade konstbevattningen som användes av campesinos samt gemensamt ägda resurser som tidigare hade blivit oberoende av regleringar. Lagen sågs som försäljning av vattentillgångar som egentligen aldrig hade ägts av SEMAPA. Det befarades att oberoende kommunala vattensystem som aldrig hade kopplats in i SEMAPA:s system skulle ingå i den nya koncessionen. Genom lag 2029 skulle Aguas de Tunari, om de ville, inte bara ha kunnat installerat mätare och debiterat oberoende byggda kommunala vattensystem utan de kunde även ha debiterat invånarna för själva mätarinstallationerna. De första som visade sitt missnöje med innehållet i lagen var det nybildade Feracion Departamental Cochabambina de Regantes (FEDECOR) och dess ledare Omar Fernandez. FEDECOR bestod av lokala yrkesmän, bland annat tekniker och miljöarbetare. De stöddes av en sammanslutning av bönder som var beroende av konstbevattningen samt en konfederation av fackföreningar för fabriksarbetare ledda av Oscar Olivera. Tillsammans bildade dessa grupper organisationen Samordningen för försvaret av vatten och liv (La Coordinadora), som skulle bli kärnan i oppositionen mot politiken.

## Prisökning
Enligt villkoret i kontraktet skulle Aguas de Tunari betala en skuld hos SEMAPA på 30 miljoner dollar. De gick även med på att finansiera en utbyggnad av vattensystemet och att påbörja ett behövligt underhållsprogram i det befintliga förfallna vattensystemet. Dider Quint, en av cheferna inom konsortiet, sade att de skulle kunna implementera programmet på kortare tid än vad kontraktet krävde, men för att klara det var de tvungna att höja priserna med de ökningar som tidigare inte hade gjorts.
Utöver detta tvingades Aguas de Tunari för att säkra kontraktet att lova den bolivianska regeringen att finansiera slutförandet av det avstannade Misicunidammprojektet. Dammen var ämnad att leda vatten genom bergen, men Världsbanken hade bedömt den som oekonomisk. Trots att konsortiet inte hade något intresse i att bygga dammen, ett projekt som stöddes av den inflytelserike medlemmen i Banzers koalitionsregering, Cochabambas borgmästare Manfred Reyes Villa, så var det ändå ett villkor i kontraktet. Ett försök att privatisera vattensystemet utan villkoret att bygga dammen hade gjorts 1997, men Reyes Villa hade använt sitt inflytande till att få igenom villkoret. Hans kritiker hävdade att dammen var ett fåfängeprojekt som gynnade hans största finansiärer.
En av cheferna, Geoffrey Thorpe, sade att om inte folk betalade sina vattenräkningar så skulle vattnet stängas av. De fattiga fick sällskap i protesterna i januari 2000 då husägare ur medelklassen och stora företagsägare fick sina subventioner indragna och vattenräkningarna höjda. När ilskan över priserna tilltog, tog Reyes Villa snabbt avstånd från Aguas de Tunari.

## Protester och nödsituation

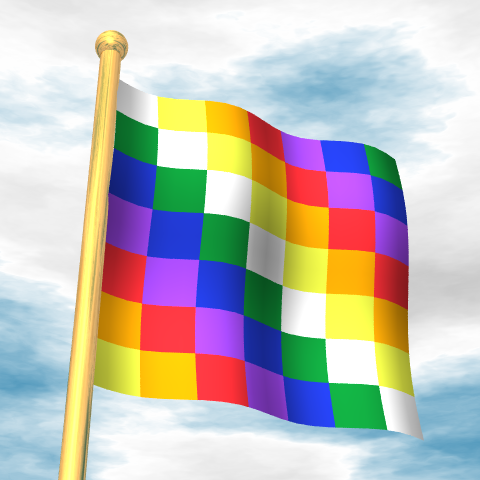
Wiphala

I början av januari 2000 utbröt stora protester i Cochabamba, med Oscar Olivera bland de mest uttalade ledarna mot prishöjningarna och påföljande vattenavstängningar. Demonstranterna bestod av regantes (konstbevattningsbönder) som gick in i staden antingen under byflaggor eller bärande wiphala och de fick anslutning av jubilados (pensionerade oorganiserade fabriksarbetare) under ledning av Olivera. De fick mat och stöd av kvinnor kallade cholitas. Unga män började försöka inta torget och satte upp barrikader på vägarna in till staden. Snart anslöt ackordsarbetare, underbetalda arbetare och gatuförsäljare (ett stort segment inom Bolivias ekonomi efter stängningen av statligt ägda tenngruvor). Självutnämnda anarkister ur medelklassen kom från Cochabambas universitet för att fördöma Världsbanken, Internationella valutafonden och nyliberalismen. Demonstrationens starkaste anhängare kom från stadens växande andel av hemlösa gatubarn.
De protesterande fick Cochabambas ekonomi att avstanna genom en generalstrejk som stängde staden i fyra dagar i rad.. En ministerdelegation åkte till Cochabamba där de gick med på en återgång till de gamla vattenpriserna, men demonstrationerna fortsatte ändå. 4 februari 2000 mötte tusentals protesterande militärtrupper och polis från Oruro och La Paz vilket inledde två dagars sammandrabbningar med polis som använde tårgas och där nästan 200 demonstranter arresterades. 70 protesterande och 51 poliser skadades.
Under hela mars 2000 försökte den katolska kyrkan i Bolivia medla mellan regeringen och demonstranterna. Under tiden genomförde Coordinadora en folkomröstning som visade att av 50 000 röstande krävde 96 procent att kontraktet med Aguas del Tunari skulle annulleras. Regeringens svar var att "det finns inget att förhandla om".
I april 2000 intog demonstranter återigen Cochabambas centrala torg. När Coordinadoras ledare, med bland andra Óscar Olivera, gick till ett möte med guvernören på dennes kontor arresterades de. Trots att de släpptes dagen efter gömde sig flera av ledarna i rädsla för ytterligare repressalier. Flera demonstrationsledare arresterades, där några fördes till ett djungelfängelse i San Joaquin, en avlägsen stad i Amazonas regnskog vid gränsen mot Brasilien. Demonstrationerna spred sig snabbt till andra områden som till exempel La Paz, Oruro, Potosí och även till landsbygden. De protesterande utökade också sina krav och ville att regeringen skulle lösa arbetslösheten och de ekonomiska problemen. Snart hade demonstranter barrikaderat nästan alla stora vägar i Bolivia. Protesterna inspirerade även poliser i fyra enheter inom La Paz-polisen att vägra lämna sina logement eller att lyda sina överordnade fram till att en lönetvist hade lösts.

### Nödsituation
Den bolivianska konstitutionen tillåter presidenten att, med stöd av sin regering, utlysa 90 dagars undantagstillstånd i ett eller flera distrikt i landet som en nödåtgärd för att återställa ordningen "i fall av allvarlig fara som ett resultat av inhemska civila oroligheter". Undantagstillstånd utöver 90 dagar måste godkännas av kongressen. Den som arresteras under undantagstillståndet måste släppas efter 90 dagar såvida inte kriminella anklagelser leder till domstolsprövning. Med vägförbindelserna avskurna och fruktan för en repris på händelserna 1781 då Tupac Katari ledde ett amero-indianskt uppror som stängde in vita spanjorer i La Paz i 109 dagar och tvingade dessa att äta råttor och läder för att överleva, deklarerade president Banzer undantagstillstånd 8 april 2000. Banzer sade att "vi ser det som vår skyldighet, för allas bästa, att besluta om en nödsituation för att skydda lag och ordning". Informationsministern Ronald McLean förklarade bakgrunden till beslutet med att "vi befinner oss i ett land med vägar blockerade, matbrist, trafikanter strandsatta och där kaos börjar ta greppet i andra städer". Beslutet upphävde "vissa konstitutionella garantier, tillät polisen att anhålla protestledare utan grund, begränsade resande och politisk aktivitet samt införde utegångsförbud". Möten mellan fler än fyra personer var olagliga och pressfriheten drogs in, med radiostationer som intogs av militären och tidningsreportrar som arresterades. Polisen gick in för att genomföra handlingsplanen med nattliga räder och massarresteringar. Vid ett tillfälle arresterades 20 fackföreningsledare och civila ledare. Polisens tårgas och gummikulor möttes av de protesterandes stenar och molotovcocktails. Fortsatta våldsamma sammandrabbningar mellan demonstranter och polis ledde till inhemsk exil, 40 skadade och fem döda. Internationella människorättsorganisationer fördömde undantagstillståndet. Detta var sjunde gången sedan Bolivia återinförde demokratin 1982 som undantagstillstånd hade införts.
9 april 2000, nära staden Achacachi, mötte soldater motstånd då de skulle ta bort en vägblockering. De öppnade eld och dödade fem personer, bland annat en tonårig pojke, och skadade flera andra. Arga invånare övermannade soldater och använde deras vapen mot militära ledare. De skadade bataljonsledaren Armando Carrasco Nava och armékaptenen Omar Jesus Tellez Arancibia. Demonstranterna fann sedan Tellez på ett sjukhus där de slet upp honom ur sängen, slog ihjäl honom och slet hans kropp i stycken.
Samma dag sköt 800 strejkande poliser tårgas mot soldater som svarade med luftskott. Regeringen höjde La Paz-polisens löner med 50 procent för att få ett slut på strejken. Detta innebar en höjning av deras löner från omkring 80 till 120 dollar i månaden. Polisen återgick då till arbetet mot de som fortfarande demonstrerade. En grupp soldater krävde snart att även de skulle ha höjda löner eftersom de ansåg att de hade blivit diskriminerade. Även polisen i Santa Cruz de la Sierra, landets näst största stad, gick ut i strejk för höjda löner.

## Regeringens åsikt om demonstranterna
Kokaodlarna i Bolivia, ledda av kongressledamoten Evo Morales, hade anslutit sig till demonstranterna och krävde ett slut på det USA-stödda programmet att utrota kokan, som förutom vid förädling till kokain används lagligt för te och att tugga på. Då den bolivianska regeringen såg kokaodlarnas inblandning trodde de att demonstranterna i själva verket var agenter eller verktyg åt drogsmugglare. Informationsministern Ronald MacLean Abaroa sade till journalisterna att demonstrationerna var iscensatta av droghandlare som försökte stoppa regeringens program för att utrota kokafälten och ersätta dem med bomull, ananas och bananer. Han sade att "dessa protester är en konspiration finansierad av kokainsmugglare som svepskäl för att skapa omstörtande aktiviteter. Det är omöjligt att så många bönder spontant skulle göra detta själva". MacLean sade att president Banzer var orolig eftersom "politiska grupper och smugglare uppviglar bönderna att konfrontera armén". Felix Santos, en av böndernas ledare, bemötte påståendena med att säga att "vi protesterar på grund av högre bensin- och transportpriser och mot en lag som vill debitera oss för användningen av vatten".

## De protesterandes krav utvidgas
Lärare i statliga skolor på landsbygden gick ut i strejk för höjda löner, som vid den tiden var omkring 1 000 dollar per år. I huvudstaden La Paz började studenter slåss mot polisen. Demonstranter satte upp vägblockeringar av sten, tegel och tunnor nära Achacachi och Batallas och orsakade nya våldsamheter. En arméofficer och två jordbrukare dödades och dussintals skadades. Soldater och polis fick snart bort de flesta vägblockeringar som hade skurit av vägförbindelserna i fem av landets provinser.

## Resolution
Efter en TV-sändning som visade en boliviansk arméofficer, Robinson Iriarte de la Fuente, som sköt med sitt gevär in en samling demonstranter, skadade många och träffade Víctor Hugo Daza i ansiktet med dödlig utgång, bröt en stor ilska ut. Polisen klargjorde för ledarna för konsortiet att deras säkerhet inte längre kunde garanteras. Ledarna flydde då från Cochabamba till Santa Cruz. Efter att ha gömt sig i fyra dagar tecknade Oscar Olivera en överenskommelse med regeringen som garanterade att Aguas del Tunari drog sig tillbaka och att Cochabambas vattendistribution överläts till La Coordinadora. Anhållna demonstranter skulle släppas och lag 2029 skulle upphävas. Dagen efter Víctor Hugo Dazas begravning klättrade Óscar Olivera upp på sitt fackföreningskontors balkong och förklarade för den utmattade folkmassan att de hade segrat. Demonstranterna förklarade att de inte skulle ge sig förrän lag 2029 ändrades. För att få ihop ett kvorum för att ändra lagen hyrde regeringen in flygplan för att snabbt transportera in lagstiftare till huvudstaden. Vid en särskild sammankomst 11 april 2000 ändrades lagen.

## Följder och vidare utveckling

### Världsbanken och fortsatta protester
12 april 2000, på en fråga om resultatet i Bolivia, sade Världsbankens president James Wolfensohn att gratis eller subventionerad distribution av offentligt vatten leder till misskötsel av resurserna. Han sade att "det största problemet med vatten är slöseriet med vatten genom bristen på debitering".
I Washington DC 16 april 2000, vid ett möte mellan Internationella valutafonden och Världsbanken, försökte demonstranter blockera gatorna för att förhindra mötet. De hänvisade till Vattenkriget i Bolivia som ett exempel på företags girighet och en anledning att göra motstånd mot globaliseringen. Oscar Olivera deltog i protesterna och sade att "folket har återfått sin värdighet, sin förmåga att organisera sig - och viktigast av allt, människorna är inte längre rädda".
23 april 2002 ledde Oscar Olivera 125 protesterande till Bechtels huvudkontor i San Francisco. Oliviera sade att med de 25 miljoner dollar som företaget krävde så skulle 125 000 människor kunna få tillgång till vatten. Ledningen i Bechtel gick med på att träffa honom.
Agerandet under Vattenkriget höjde kongressmannen Evo Morales anseende och han blev president 2005. Omar Fernandez gick med i Morales socialistparti Movimiento al Socialismo och blev boliviansk senator.

### Juridiskt utfall
19 januari 2006 nåddes en överenskommelse mellan Bolivias regering under Evo Morales och Aguas del Tunari, som innebar "att koncessionen upphörde endast på grund av de civila oroligheterna och nödsituationen i Cochabamba och inte på grund av handlingar som hade utförts eller inte utförts av de internationella ägarna av Aguas del Tunari". Med detta yttrande gick båda parter med på att släppa alla finansiella krav på varandra.

### Iriartefallet
När ingen domare ville ta sig an fallet mot kapten Robinson Iriarte gick det vidare till en militärtribunal. I mars 2002 frikändes han från allt ansvar för Víctor Hugo Dazas död och befordrades efter det till major.

### Fortsatt vattenbrist i Cochabamba
Till slut återgick vattenpriserna i Cochabamba till de nivåer som gällde före år 2000, med en grupp gemenskapsledare som ledde det återupplivade allmännyttiga statliga företaget SEMAPA. Så sent som 2005 saknade fortfarande hälften av Cochabambas 600 000 invånare tillgång till vatten och de som hade vatten hade det bara under begränsade tider, vissa endast tre timmar per dag. Oscar Olivera sade att de inte var redo att bygga nya alternativ. SEMAPA:s ledare säger att de fortfarande tvingas hantera korruption och ineffektivitet, men att största problemet är bristen på pengar eftersom de inte kan höja priserna och internationella företag inte vill låna ut pengar. Luis Camargo, SEMAPA:s operative chef, sade vid en intervju med New York Times att de tvingas fortsätta att använda ett vattenreningssystem som delvis består av 80 år gamla tankar och delvis av en 29 år gammal del som använder tyngdkraft för att transportera bergsvatten från en tank till en annan. Han förklarade att systemet byggdes för en mycket mindre stad och att han oroade sig för krympande akviferer, grundvattendepåer. Ett system för att transportera vatten från bergen skulle kosta 300 miljoner dollar medan SEMAPA:s budget är endast 5 miljoner om året.